# 克赖斯特彻奇市政厅
基督城市政廳（英語：Christchurch Town Hall），自2007年起正式名称为基督城表演藝術大堂（Christchurch Town Hall of the Performing Arts），开设于1972年，是新西兰基督城重要的表演艺术中心。它位於基督城中心市的埃文河畔，面朝維多利亞廣場。2011年2月，因基督城地震的影响，这栋建筑被暂时关闭。市议会起初提议拆除市政厅主楼之外的所有建筑，但在2012年的一次会议上，议员通过投票决定重修整座建筑。

## 历史

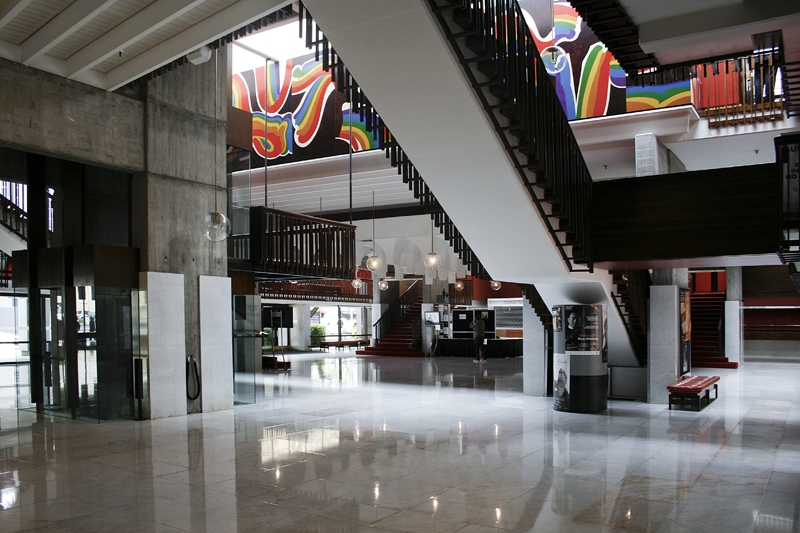
基督城市政廳的大廳

基督城市政廳最早位于希尔弗德街和大教堂广场的路口，阳台上常被用来进行选举造势活动。现存的市政厅建筑群被推定为基督城市政枢纽的一部分。其中一部分是市政厅，工程由包含基督城市議會在内的6个地方当局负责，于1972年9月30日由时任新西兰总督丹尼斯·布伦德尔揭牌。另一部分是预计新建的办公室，实际没有建成。市议会于1978年买下了图阿姆街上的一间百货商店，将其改建成办公室，于1980年入驻。在原来预定建造办公室的区域，建起了一家旅馆。

### 2011年基督城地震
在基督城地震后，因土壤液化，市政厅楼体下沉，被迫关闭，附近直到埃文河的土地也都受到影响。随后进行了对市政厅建筑受损程度的评估。2012年10月，有报告建议只保留主楼，拆除市政厅建筑群的其他建筑。当年11月，市议员通过投票一致决定以1亿2750万紐西蘭元的金额重修市政厅，其中保险赔付的占6890万新西兰元。2013年8月，市政厅人员向市议员提出了保留完整建筑的四个方案，花费约1亿2500万新西兰元。

### 重建市政厅
2015年6月11日，基督城市议会确认了维修市政厅的决定。修复工作自2015年11月开始，为了使建筑物更稳定，工程中在地下加装了混凝土支柱。此外，大楼的外观也将做出改变，以修复原来布局上存在的问题。
重建工作原定于2018年中完成，但市政厅直到2019年初仍未正式开放。